# 느린 여름
"느린 여름"(Heavy)은 한국에서 제작된 박찬옥 감독의 1998년 영화이다. 윤연성 등이 주연으로 출연하였고 박순홍 등이 제작에 참여하였다.
제3회 부산국제영화제에서 박찬옥 감독이 선재상을 받았다.

## 출연

### 주연
- 윤연성
- 박범수

## 기타
- 조연출: 민용근
- 조연출: 장희선
- 음향: 김진상
- 음향: 강봉성